# Hue and Cry
Hue and Cry is een Britse avonturenfilm uit 1947 onder regie van Charles Crichton. Destijds werd de film in het Nederlandse taalgebied uitgebracht onder de titel Houdt den dief!

## Verhaal
Enkele jongens uit een achterbuurt van Londen komen erachter dat hun jeugdblad door criminelen wordt gebruikt om elkaar boodschappen door te geven. Ze rollen de bende op met behulp van een misdaadauteur.

## Rolverdeling
| Acteur          | Personage      |
| --------------- | -------------- |
| Harry Fowler    | Joe Kirby      |
| Frederick Piper | Mijnheer Kirby |
| Vida Hope       | Mevrouw Kirby  |
| Heather Delaine | Dorrie Kirby   |
| Douglas Barr    | Alec           |
| Stanley Escane  | Roy            |
| Ian Dawson      | Norman         |
| Gerald Fox      | Dicky          |
| David Simpson   | Arthur         |
| Albert Hughes   | Wally          |
| John Hudson     | Stan           |
| David Knox      | Dusty          |
| Jeffrey Sirett  | Bill           |
| James Crabbe    | Terry          |
| Joan Dowling    | Clarry         |